# Mustapha Allaoui
Pour les articles homonymes, voir Alaoui.
Mustapha Allaoui est un ancien footballeur international marocain né le 30 mai 1984.

## Biographie

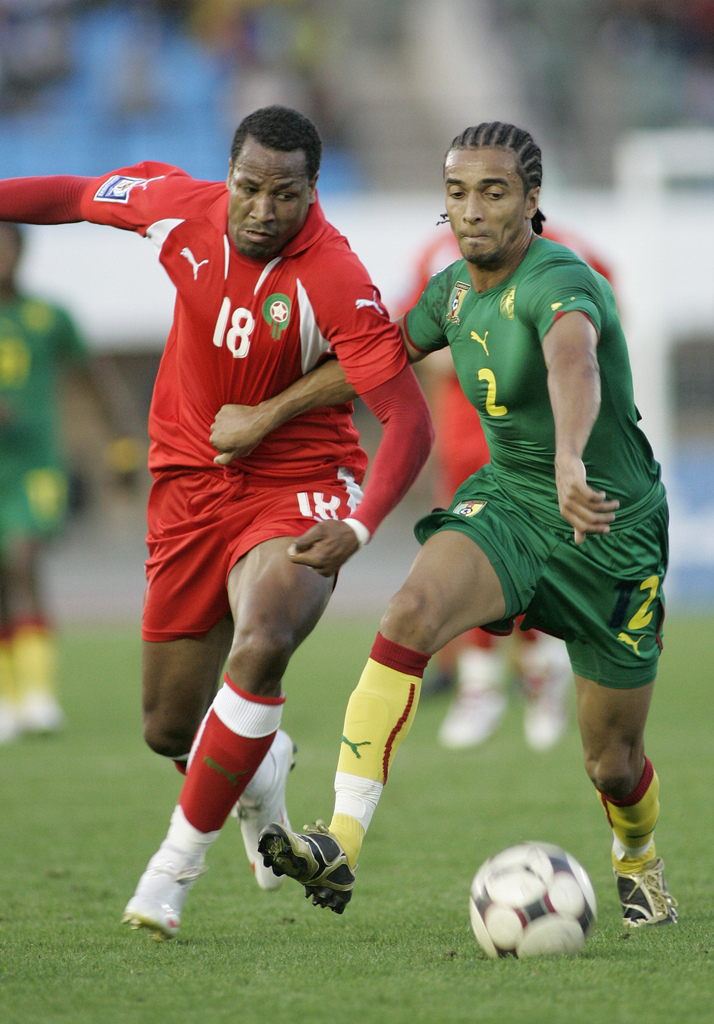
Allaoui face à Assou-Ekotto (Cameroun) en 2009.

Formé au Maghreb de Fès, Allaoui un joueur très puissant dans le jeu de tête et doté d'un physique impressionnant (1,89 m, 86 kg).
Mustapha suscite beaucoup de convoitises notamment dans le championnat de France, les clubs intéressés étant Sochaux, Grenoble et Guingamp. 
Finalement le 14 août 2009, Allaoui signe un contrat de 3 ans avec Guingamp.  
En 2011, est prêté au Wydad Athletic Club. 
En 2012, Il rejoint le club de en Chinois Shenyang Shenbei.  
Après une demi saison en Chine, il rejoindra les FAR de Rabat en 2012.  
En 2013 il signe une saison au Koweït avec le Khitan SC. Puis, en 2014 avec Al Nasr Koweït. 
Mustapha Allaoui reçoit 2 sélections avec l'équipe du Maroc lors de l'année 2009.

## Statistiques

### Matchs internationaux
Le tableau suivant liste les rencontres de l'équipe du Maroc dans lesquelles Mustapha Allaoui a été sélectionné.
| # | Date             | Stade                                   | Adversaire | Résultat | Minutes | Compétition                 | Buts | Capitaine | Club        |
| - | ---------------- | --------------------------------------- | ---------- | -------- | ------- | --------------------------- | ---- | --------- | ----------- |
| 1 | 12 août 2009     | Complexe sportif Moulay-Abdallah, Rabat | Congo      | 1 - 1    | 44      | Match amical                | 0    | Non       | FAR Rabat   |
| 2 | 14 novembre 2009 | Complexe sportif de Fès, Fès            | Cameroun   | 0 - 2    | 32      | Qualifs Coupe du monde 2010 | 0    | Non       | EA Guingamp |

## Palmarès
- Vainqueur de la Coupe de la CAF en 2005 avec les FAR de Rabat
- Champion du Maroc en 2008 avec les FAR de Rabat
- Vainqueur de la Coupe du Trône en 2008 et 2009 avec les FAR de Rabat

### Distinctions personnelles
- Mustapha Allaoui a figuré dans le Onze d’Or 2009 du GNF 1.
- 2009 : Meilleur buteur du Championnat du Maroc avec 14 buts avec l'équipe des FAR de Rabat.